# 庇護九世
真福教宗庇護九世（拉丁語：Beatus Pius PP. IX；1792年5月13日—1878年2月7日）本名若望·瑪利亞·馬斯塔伊·費雷提（義大利語：Giovanni Maria Mastai-Ferretti），1846年6月16日至1878年擔任天主教教宗。庇護九世在天主教歷史上在位長達31年，僅次於羅馬教會首任主教聖伯多祿治下的34年，是在位期間第二長的教宗。在任期間召開了梵蒂岡第一屆大公會議（1869年－1870年），確立了教宗無謬誤一説（該説法認為教宗在公告信仰教理這一方面上所具有的不可有誤性，而不是認為教宗所説的一切永遠正確）的地位。由於在意大利統一的過程中羅馬被吞併，因此這次會議被迫中止，教皇國不再完全控制羅馬城，庇護九世退守梵蒂岡，為教宗國歷史揭開了新的一頁，他是天主教歷史上第一位自稱「梵蒂岡囚徒」的教宗。

## 生平
1846年6月16日，若望·瑪利亞·馬斯塔伊·費雷提當選為教皇並大赦政治犯、放寬書報檢查制度，又命令一個委員會去改革教皇國的行政、法律及教育制度，還召開諮商會議使義大利各地為之一陣而開始改革；1848年3月，威尼斯爆發革命，他也參與與奧地利之間的戰爭中，他向教皇國北部邊界派遣一支軍隊，一萬名民族主義情緒高昂的羅馬年輕人加入了這支隊伍:232、248，可是該年的革命最終波及到他，庇護九世一度逃離羅馬，羅馬的居民在馬志尼的領導下建立羅馬共和國。
然而，流亡在外的教皇呼籲各國干涉，法蘭西第二共和國正總統路易·拿破崙呼應其請求，派兵攻陷羅馬城並擊潰共和國在當地的守兵。雖然拿破崙勸他尊重自己的臣民，但是庇護仍然啟用了宗教裁判所，並且拒絕特赦共和國的官員；此外，他命令教皇國的官員強迫猶太人返回舊日的猶太人區，儘管如此，不過他在1850年廢除了關於對該區居民徵收人頭税一事的法令:277-278、613。
庇護九世是教皇國歷史上最後一位能夠在政權層面上行使對於整個羅馬城的統治權的國家首腦。作為統治者，他有時會被稱為國王（king），但尚未知道聖座是否曾經接受這一稱號。在羅馬於1870年被皇家意大利軍攻陷並被併入意大利王國國土後，他避居至梵蒂岡城城內，教宗國與意大利王國之間形成對峙之勢，庇護九世因而被一些人視為最後一位在梵蒂岡之囚時期開始前能夠在政權層面上統治整個羅馬城的教皇。當時教宗自稱“梵蒂岡囚徒”，這個局勢一直持續到1929年。1864年他頒布了《謬誤舉要》，宣稱「理性與基督教信仰有所衝突」、「新教為基督教的另一種形式」、「天主教是唯一的國教」等觀點為謬誤:597-598。

## 宣福

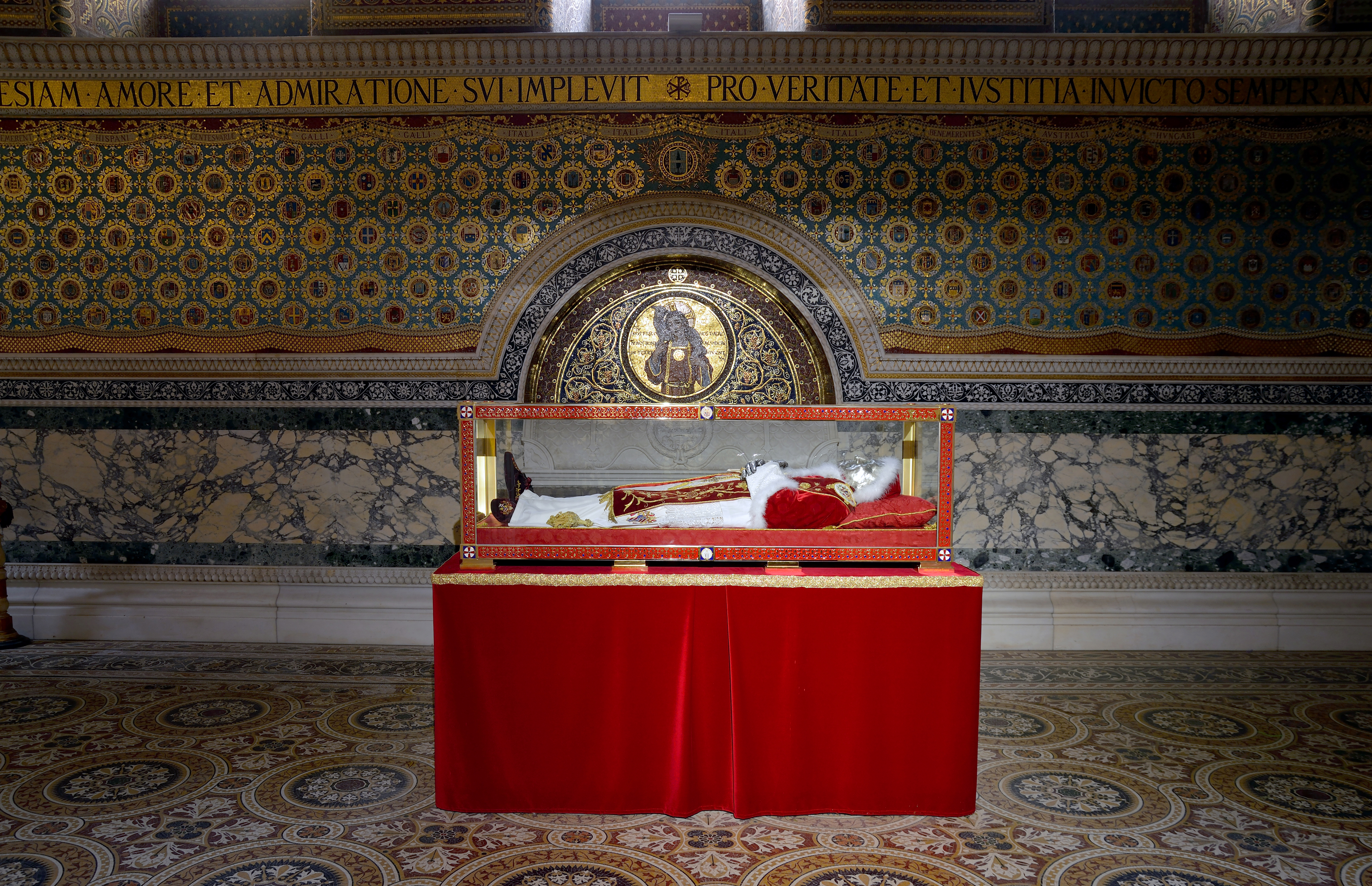
庇護九世遺體

庇護九世於1878年逝世，他的封聖程序由教宗庇護十世於1907年2月11日開展，在當時引起了相當的爭議，並且在本篤十五世和庇護十一世在任期間被關閉達數次。在1954年12月7日，庇護十二世重啟了封聖程序，且於1985年7月6日，若望保祿二世宣布把他封為可敬者。於2000年9月3日，在確認了在他名下發生的奇蹟是真確的之後，庇護九世與教宗若望二十三世一起被封為真福者，瞻禮日確定在他逝世的日子，即二月七日。

## 主張
庇護九世確立了聖母瑪利亞始胎無染原罪的信理，認定聖母從受孕之初就蒙天主保護，未受原罪污染。庇護九世也為一幅拜占庭聖像頒布了永援聖母的稱號。

## 聖髑
- 葬于罗马城外圣老楞佐圣殿

## 譯名列表
- 碧岳九世：香港天主教教區檔案　歷任教宗作碧岳。
- 庇護九世：天主教香港教區禮儀委員會：禧年專頁 （页面存档备份，存于）、《大英簡明百科知識庫》2005年版[永久]、《世界人名翻譯大辭典》1993年版作庇護。

## 註释
1. ↑  天主教認為聖伯多祿是第一位教宗。